# 叶剑英商议讨逆旧址
叶剑英商议讨逆旧址，位于中国广东省广州市越秀区西湖路小马站15号（曾家祠），为广州市的一个市、县级文物保护单位，类型为近现代重要史迹及代表性建筑，公布时间为2002年7月。
叶剑英商议讨逆旧址的历史年代为西元1922年。